# Arzberg (Passail)
Arzberg è una frazione di 544 abitanti del comune austriaco di Passail, nel distretto di Weiz, in Stiria. Già comune autonomo, il 1º gennaio 2015 è stato aggregato a Passail assieme agli altri comuni soppressi di Hohenau an der Raab e Neudorf bei Passail.